# Медисонвил (Тенеси)
Медисонвил (енгл. Madisonville) град је у америчкој савезној држави Тенеси.

## Демографија
По попису из 2010. године број становника је 4.577, што је 638 (16,2%) становника више него 2000. године.
| Група             | 2000.         | 2010.         |
| Белци             | 3.639 (92,4%) | 4.162 (90,9%) |
| Афроамериканци    | 156 (4,0%)    | 162 (3,5%)    |
| Азијати           | 13 (0,3%)     | 23 (0,5%)     |
| Хиспаноамериканци | 79 (2,0%)     | 149 (3,3%)    |
| Укупно            | 3.939         | 4.577         |